# Cytherea delicata
Cytherea delicata är en tvåvingeart som först beskrevs av Becker 1906.  Cytherea delicata ingår i släktet Cytherea och familjen svävflugor. Inga underarter finns listade i Catalogue of Life.